# Спиннинг

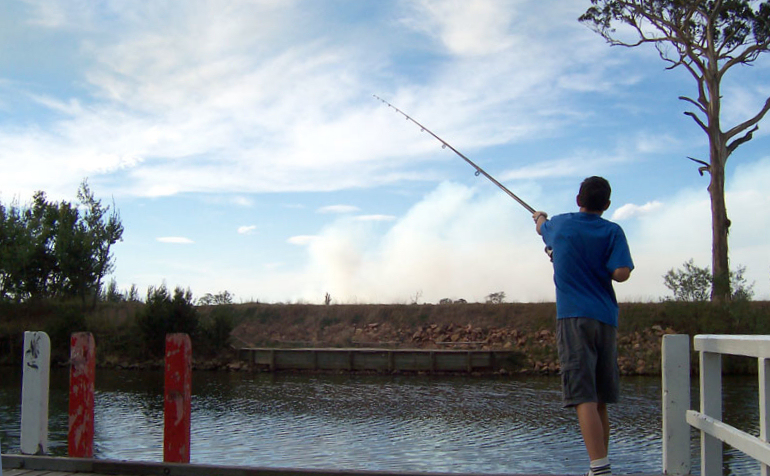
Спиннинговый заброс

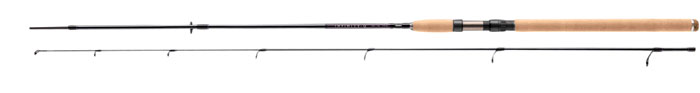
Спиннинговое удилище

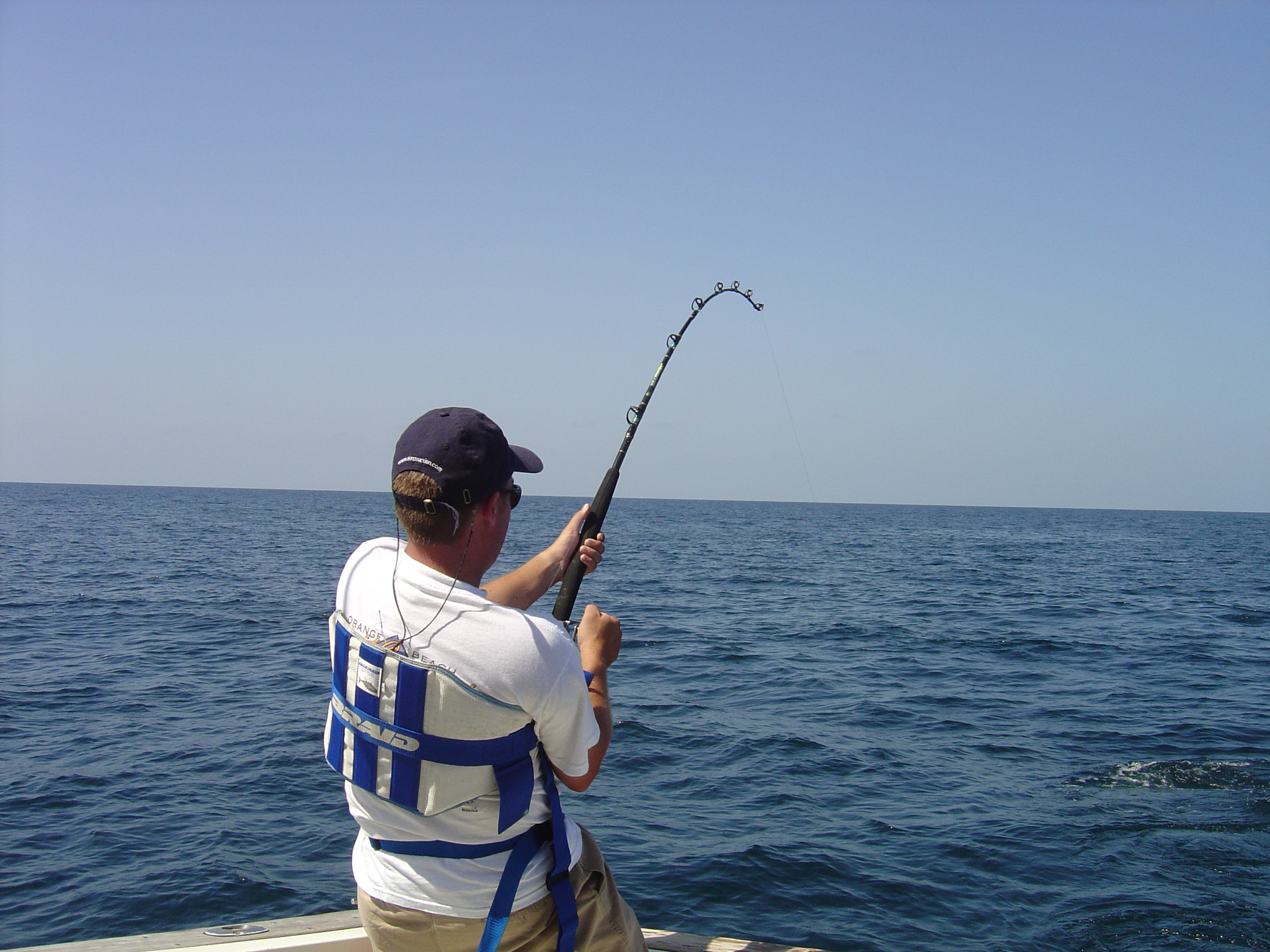
Вываживание добычи

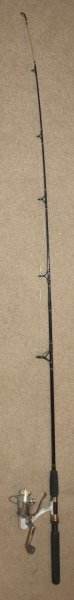
Спиннинг

Спи́ннинг (англ. spinning, от spin — «вращаться») — спортивная снасть для ловли рыб на искусственные и естественные приманки, а также способ ловли при помощи спиннинга. Ловля заключается в забрасывании приманки в водоём и её проводке. Как правило, спиннингом ловят хищную рыбу.
Спиннинговое удилище с катушкой применяется и как донная удочка (донка, закидушка) при забросе на большое расстояние соответствующей оснастки. Особенно это удобно при ужении с лодки, с берега, заросшего травой или кустарником.

## История
Спиннинг как метод ловли впервые появился во второй половине XIX века в Англии. Первое время англичане делали забросы приманки без помощи катушки. Рыболов рукой стягивал с катушки леску и укладывал её кольцами на земле у ног. Далее производился заброс удилищем, причем леска поднималась с земли и уходила через кольца, увлекаемая приманкой. Так же забрасывали приманку в России в 90-х годах XIX столетия.
Первые сведения о спиннинге в России появились в журнале Сабанеева «Природа и охота» за 1880 год. Статья написана П. Г. Черкасовым. В ней он дал описание заброса указанным выше способом. Таким образом, первое время катушка на удилище служила лишь для хранения запаса лески и помогала вываживанию пойманной рыбы.

## Конструкция
Классическая снасть для ловли спиннингом состоит из удилища с пропускными кольцами, катушки, лески (нынче имеют широкое распространение плетеные шнуры) и приманки. Длина, мощность и прочие параметры удилища зависят от условий ловли. 

### Удилище
Современная снасть для ловли спиннингом, как правило, изготавливаются из углепластика или стекловолокна (glass rod). Ранее также использовались удилища из дерева (в том числе бамбука) и металла.
Спиннинговые удилища различаются по следующим характеристикам: длина, тест, класс, строй.
Длина спиннинга указывается либо в метрах (европейские производители), либо в футах и дюймах (американские производители). Для удобства транспортировки спиннинги, как правило, изготавливают двухколенными или даже многоколенными — т. н. travel-концепция. Также бывают удилища и одноколенными (крайне редки, и используются для специальных задач — например, для соревнований по кастингу). Также выпускаются телескопические спиннинговые удилища.
Тестом удилища называют рекомендованный вес забрасываемых приманок. Указывается либо в граммах, либо в унциях. Указывают две величины — минимальный вес, который может быть заброшен данным удилищем, и максимальный вес, закидывающий приманку без перегрузки удилища.
Тест удилища напрямую влияет на класс удилища. По классу спиннинговые удилища делятся на 4 основных типа (не считая промежуточных): ультралёгкий класс, лёгкий класс, средний класс, тяжёлый класс.
Деление по классам условно и могут отличаться у различных производителей, но одно из популярных и общепринятых выглядит так:
1. ультралёгкий класс (Ultra Light) — тест до 7 г,
2. лёгкий класс (Light) — тест от 7 до 15 г,
3. средний класс (Medium) — тест от 15 до 40 г,
4. тяжёлый класс (Heavy) — тест от 40 г и выше.

В последнее время, благодаря технологическому прогрессу, стало возможным изготовление сверхлегких снастей для заброса приманок от менее 0.5 грамма, что дало начало новым классам: супер ультралегкий (SUL) и эктра ультралегкий (XUL и даже XXUL). Фактически, в виде приманок можно использовать даже мормышку. 
Другой важной характеристикой спиннинговых удилищ является строй удилища, под которым понимается коэффициент модуля упругости Юнга, присущий конкретному удилищу. Так различают спиннинги быстрого, среднего и медленного строя. Есть две трактовки строя, выскажем обе. По первой трактовке подразумевается, что при быстром строе гнётся только самый кончик спиннинга, а при медленном строе гнётся под максимально заявленной нагрузкой весь бланк спиннинга. Также в литературе часто используется понятие о строе спиннинга, как о времени возвращения удилища в исходное состояние после заброса. От строя зависит чувствительность спиннинга. С одной стороны, чем жёстче удилище, тем лучше оно передаёт все вибрации приманки в руку рыбаку, с другой, чем жёстче удилище, тем меньше дальность заброса приманки. С увеличением жёсткости удилища теряется его хлёсткость.
Помимо длины, теста, класса и строя некоторые производители могут указывать рекомендованный способ лова (например джиг-головка, твичинг и т. д.).

### Катушка рыболовная

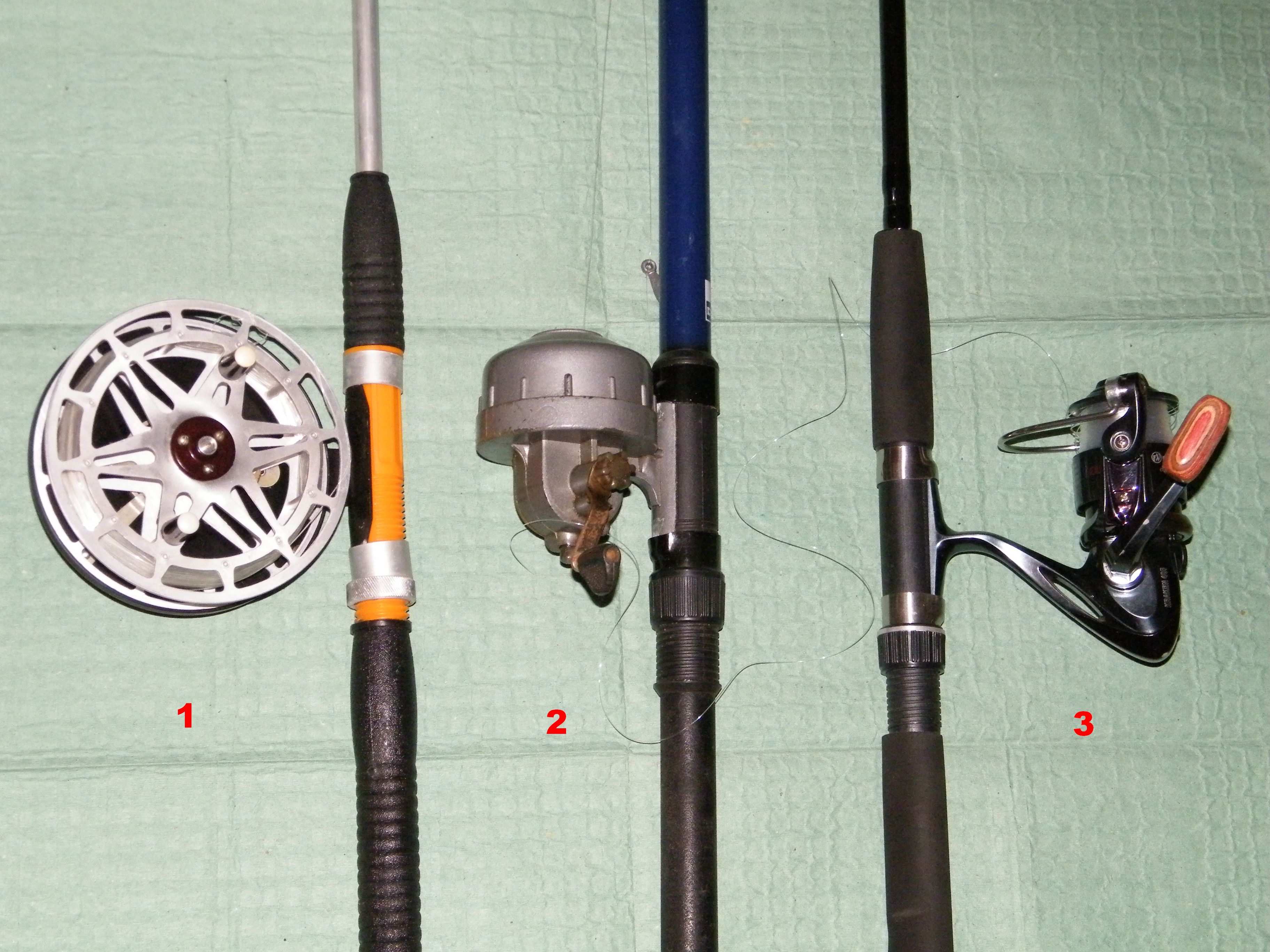
Спиннинговые катушки:
1 — «Невская-150» (инерционная)
2 — закрытая безынерционная
3 — открытая безынерционная

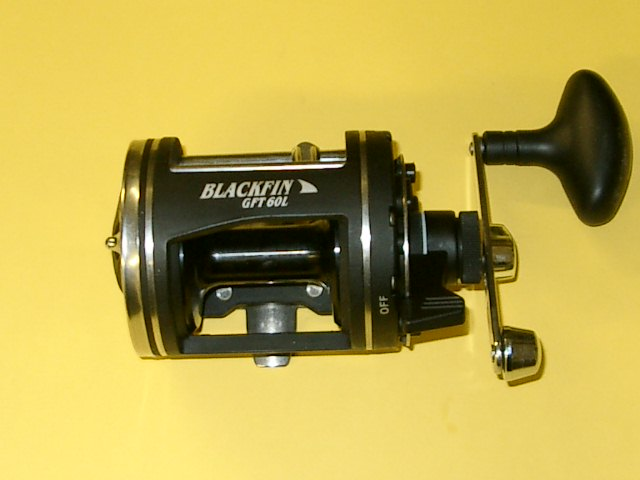
Мультипликаторная катушка

#### Инерционные катушки
Первыми катушками для спиннинга были так называемые инерционные («лебёдки»). Они достаточно просты в потреблении и строении, их можно легко починить самостоятельно при поломке. В советское время в среде рыболовов были популярны инерционные катушки марок «Невская-100», «Невская-150» и «Киевская».
У инерционной катушки существует вероятность раскручивания шпули выше скорости потребления лески, особенно при резкой остановке приманки об водную гладь. В этом случае есть вероятность образования «бороды» на шпуле, которую можно достаточно просто распутать, если не перетягивать. Для сведения этого к минимуму применяются статические и динамические тормоза, а также техники контроля шпули пальцем, требующие практики. Эта же особенность позволяет закидывать приманки дальше и очень точно останавливать шпулю, по сравнению с безинерционными.
Конструктивные особенности инерционных катушек позволяют передавать тяговое усилие на шпулю более эффективно, чем рычаг у безинерционных («мясорубки»).
Разновидность инерционных катушек — мультипликаторные. Имеют шпулю на двойных подшипниках, полузакрытый корпус, редуктор (в том числе, с несколькими скоростями), лескоукладыватель и механизм фрикционного тормоза. Существуют как крупные, так и компактные модели. Для установки таких катушек, из-за весового дисбаланса вызванного ручкой, используют удилище с крючком на рукоятке, позволяющее заблокировать вращение удилища вдоль основной оси. Особо мощные мультипликаторные катушки устанавливаются на троллинговые удилища.

#### Безынерционные катушки
Конструкция безынерционной катушки позволяет леске при отключённом лескоукладывателе сходить свободно с торца барабана. Эта особенность значительно снижает риск образования «бороды», но сильно усложняет возможность останова лески в процессе заброса в произвольном месте. Имеется фиксатор, позволяющий ограничить съем и вылет лески существующим (клипсование). Для наматывания лески на шпулю лескоукладыватель возвращается в рабочее положение.
Конструктивно бывают закрытые и открытые безынерционные катушки. Закрытые безынерционные катушки применяются реже.
В СССР выпускалась безынерционно-инерционная катушка «Оболонь», её корпус перед забросом мог быть развёрнут на 90° (ось барабана параллельно удилищу). Заброс производился как с безынерционной катушки, а после заброса корпус разворачивался в прежнее положение и управление снастью производилось как инерционной катушкой.

### Кольца

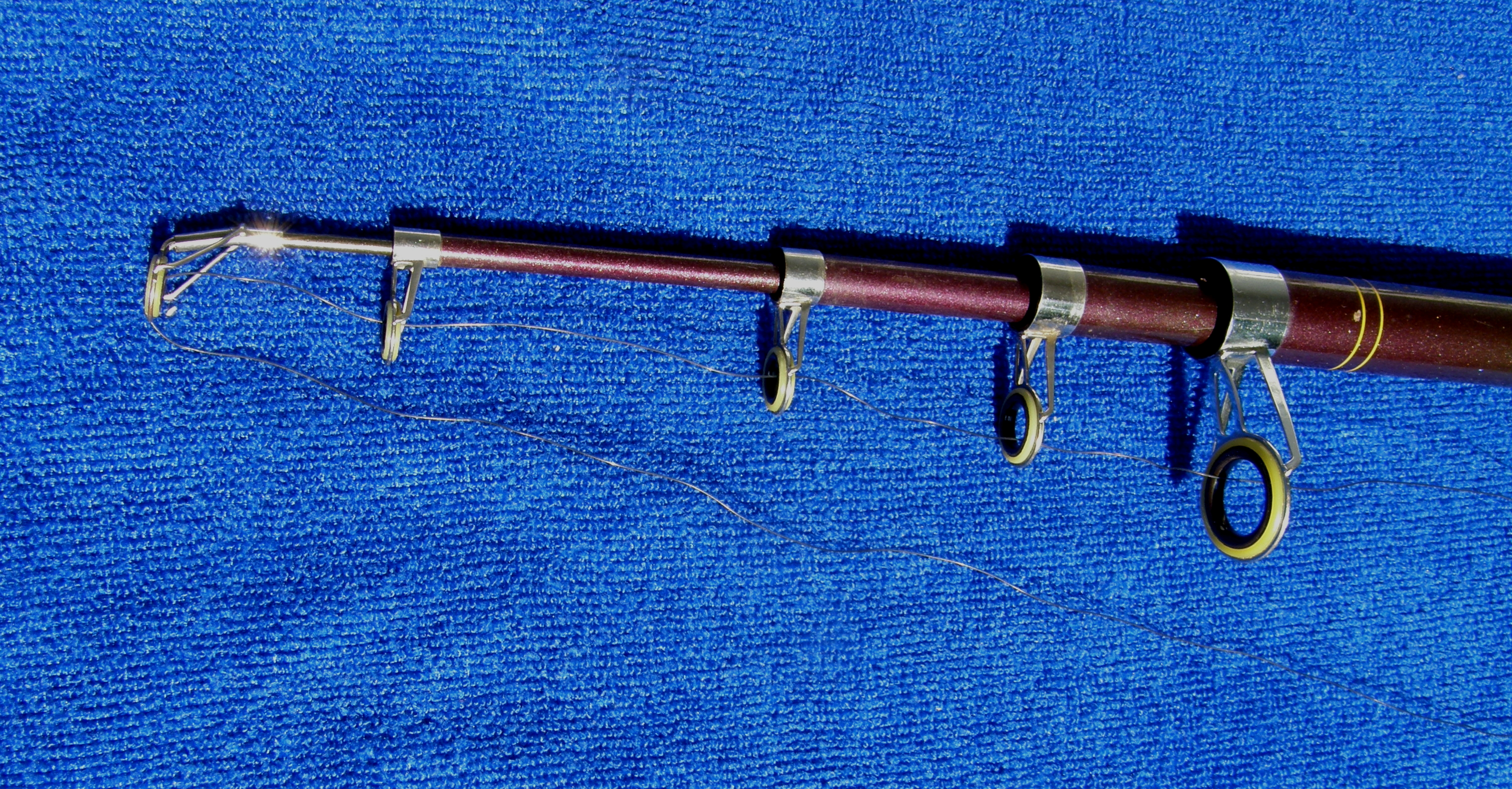
Пропускные кольца на телескопическом удилище

Спиннинговое удилище обязательно оснащено пропускными кольцами. Их количество определяется длиной удилища и его жёсткостью.
Кольцо на вершине удилища носит название «тюльпан».
Кольца изготавливают или целиком из металла (витые из металлической проволоки) или в металлическое основание могут запрессовываться вставки из керамики, твёрдой износостойкой пластмассы (тефлон, фторопласт).
Кольца прикрепляются к удилищу приматыванием нитью или другими материалами (нельзя нарушать прочность удилища, только приматывание).
От качества колец, особенно «тюльпана» очень сильно зависит срок эксплуатации лески. Некачественный «тюльпан» способен через несколько забросов и подмоток истереть леску. При очередном забросе леска может лопнуть и блесна (грузило с поводками и крючками) улетит вдаль («отстрел»).

### Леска
Леска — это связующее звено между приманкой и удилищем. На данный момент её можно разделить на три вида: многоволоконные лески (плетёнки, шнуры), монолесы (самая популярная среди рыболовов) и флюорокарбоновая леска (монолеска, изготовленная из материала с коэффициентом преломления, близким к 1,332986).

#### Плетёные лески
Многоволоконная леска, состоящая из некоторого числа волокон. Основным достоинством «шнуров» является их почти полная нерастяжимость, что обеспечивает полный контакт с приманкой и наивысочайшую чувствительность поклёвок, неровностей и состава дна. Немаловажное достоинство многоволоконных лесок — это их высокая прочность на разрыв при малых диаметрах (например, мононить диаметром 0,1 выдерживает нагрузку не более 1 кг, а плетёный шнур того же диаметра выдерживает от 3 до 5 кг в зависимости от качества плетения и количества волокон). Также важный плюс — это отсутствие «эффекта памяти», по сравнению с обычной монофильной леской. Использование плетёных лесок для спиннингового направления посодействовало развитию таких видов рыбалки, как джиг, твичинг, джеркинг и других, где ключевым условием является устойчивость к повышенным нагрузкам.
Недостатками являются высокая стоимость по сравнению с монолеской, а также (в основном у дешевых «шнуров») подверженность истиранию о камни, ракушечники, бровки и т. п.

### Поводки
Для защиты узла приманки от перетирания об гальку и острые камни при зацепах, а также при ловле хищных рыб, способных повредить или перекусить основную леску (щука), используется поводок. Это отрезок гитарной струны, флюорокарбоновой или монолески либо тонкого металлического троса, соединённый одним концом с основной леской, а другим — с приманкой.
- Поводки из многожильного троса самые общераспространённые по причине доступности в магазинах любой ценовой и качественной категории.
- Поводки из стальных гитарных струн от 1-го до 3-го номера или из подходящей стальной пружинной проволоки диаметром от 0,18 до 0,4 мм — вторые по популярности по причине лёгкости изготовления.
- Поводки из монолески служат больше для защиты основной лески от перетирания и используют флюорокарбоновую леску или монолеску от 0,35 мм до 0,7 мм толщины.

### Приманки
- блесна
- виброхвост
- воблер
- мышь
- спиннербейт
- твистер

## Спорт
Существуют соревнования на дальность заброса или на точность забрасывания (попадания в мишень) имитации приманки — кастинг, контролируемый Международной спортивной организацией по метанию лески (ICSF — International Casting Sport Federation), созданной в 1956 году. ICSF включает региональные организации в 29 странах (по данным на 2008 год). Мировые чемпионаты по кастингу проводятся раз в четыре года. Соревнования по кастингу проводятся не на водной акватории, а на грунтовых площадках.